# Amata palestinae
Amata palestinae là một loài bướm đêm thuộc phân họ Arctiinae, họ Erebidae.